# Lispocephala incisicauda
Lispocephala incisicauda är en tvåvingeart som beskrevs av Xue och Wang 2006. Lispocephala incisicauda ingår i släktet Lispocephala och familjen husflugor. Inga underarter finns listade i Catalogue of Life.